# Titration nach Volhard
Die Titration nach Volhard ist eine Methode zur quantitativen Bestimmung von Silber-, Chlorid-, Bromid-, Iodid-, Cyanid- und Thiocyanationen. Sie wird zur Argentometrie gezählt. Benannt ist die Methode nach dem deutschen Chemiker Jacob Volhard.

## Bestimmung von Silber durch direkte Titration
Bei dieser Titration handelt es sich um eine direkte Titration von Silberionen mit einer Thiocyanat-Maßlösung. Dabei fällt das schwerlösliche Silberthiocyanat aus. Die Titration wird in salpetersaurer Lösung, die keine Nitrit-Ionen enthalten darf, durchgeführt.
{\displaystyle \mathrm {Ag^{+}(aq)+NO_{3}^{-}(aq)+SCN^{-}(aq)\longrightarrow AgSCN\downarrow +NO_{3}^{-}(aq)} }
Titration von Silber mit Thiocyanat-Maßlösung
Als Indikator werden Eisen(III)-Ionen-haltige Lösungen, meist Ammoniumeisen(III)-sulfat-Lösungen eingesetzt. Bei einem Überschuss von Thiocyanat bildet sich die leuchtend rote Verbindung Fe(SCN)3.
{\displaystyle \mathrm {3\ NH_{4}SCN(aq)+NH_{4}Fe(SO_{4})_{2}(aq)\longrightarrow Fe(SCN)_{3\ (rot)}+4\ NH_{4}^{+}+2\ SO_{4}^{2-}} }
Reaktion des Indikators am Äquivalenzpunkt

## Bestimmung von Halogeniden
Silber kann auf diese Weise direkt bestimmt werden, für die Halogenide, Cyanid und Thiocyanat muss die Methode der Rücktitration angewendet werden. Dazu wird die Probe mit einer bekannten Menge Silbernitrat-Lösung versetzt und die verbliebene Menge Silbernitrat mit Thiocyanat-Maßlösung titriert.
{\displaystyle \mathrm {Br^{-}(aq)+Ag^{+}(aq)+NO_{3}^{-}(aq)\longrightarrow AgBr\downarrow +NO_{3}^{-}(aq)} }
Titration der Halogenid-Lösung mit Silbernitrat-Maßlösung

## Anwendung
Dieses Nachweisverfahren wird häufig und in verschiedensten Bereichen eingesetzt, beispielsweise zur Bestimmung von Chlorid in Lebens- oder Futtermitteln oder auch in Beton. Auch im Österreichischen Arzneibuch (ÖAB) wird sie aufgeführt.

## Alternativen
Andere Nachweisverfahren für Halogenidionen sind die Titration nach Fajans und die Titration nach Mohr.

## Historisches

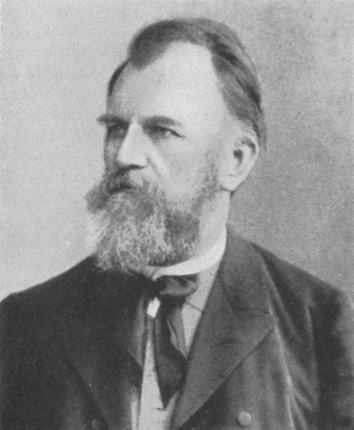
Jacob Volhard (um 1900)

Jacob Volhard, der 1869 in München zum Professor ernannt worden war, veröffentlichte die nach ihm benannte Methode zur Bestimmung von Silber erstmals 1874. 1878 veröffentlichte er eine ausführliche Beschreibung.